# 砂アニメ
砂アニメ（すなアニメ）とは、アニメーションの一つで、砂を素材として制作される。砂アニメーション、またはサンドアニメーションとも呼ばれる。

## 概要
ストップモーション・アニメーションの素材として砂を用いるもので、複数の手法が存在する。
三次元の砂そのものを動かした様子を撮影したもの
立体としての砂の動きを描いた作品。第50回アカデミー賞短編アニメ賞を受賞した『砂の城 (アニメーション)』がその例である。
砂を使用して二次元としての絵を描画し、それを動かすもの
キャンバスの上に敷いた砂を使って模様を作り（砂絵）、その模様を変化させる過程を撮影、ないしはスクリーンに投影することで製作される。ただし、厳密にはアニメーションの定義は「フレーム・バイ・フレーム」（コマ撮り）であり、撮影を伴わないサンドアートパフォーマンスは正確にはアニメーションではないともされる。
製作技法には、大別して「砂を加える」ものと「砂を取り除く」ものがある。キャンバスの背面に置いた光源から光（暖色系）を当てることで描画される砂を際立たせる。
ストップモーション・アニメーション全般に言えることであるが、手作業ゆえ、作るのに時間がかかる。また再現性や練習が難しいという点もある。

## 歴史
カナダ出身のアメリカ人であるキャロライン・リーフがその始祖とされる。日本では著名な作家として飯面雅子がおり、テレビアニメ『きまぐれオレンジ☆ロード』（1987年）のエンディングに彼女の作品が起用されたことで、広く知られるようになった。

## 著名な作家
- キャロライン・リーフ
- フェレンク・カーコ
- アレクサンドル・コノファルスカヤ（英語版）
- コ・ホードマン（英語版） - 『砂の城』の作者
- エリオット・ノイス Jr（英語版）
- 飯面雅子 - 『すなあそび』の作者

## 著名な作品
- アエイオウ（イタリア）
- 砂の城 （カナダ）
- すなあそび（日本）[5]